# Stąporków

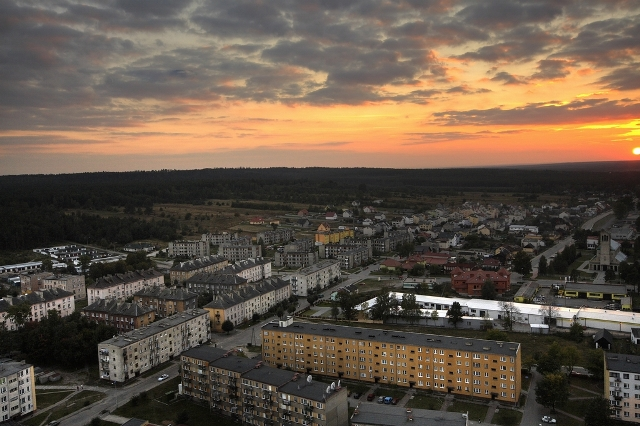
Panorama des Zentrums der Stadt

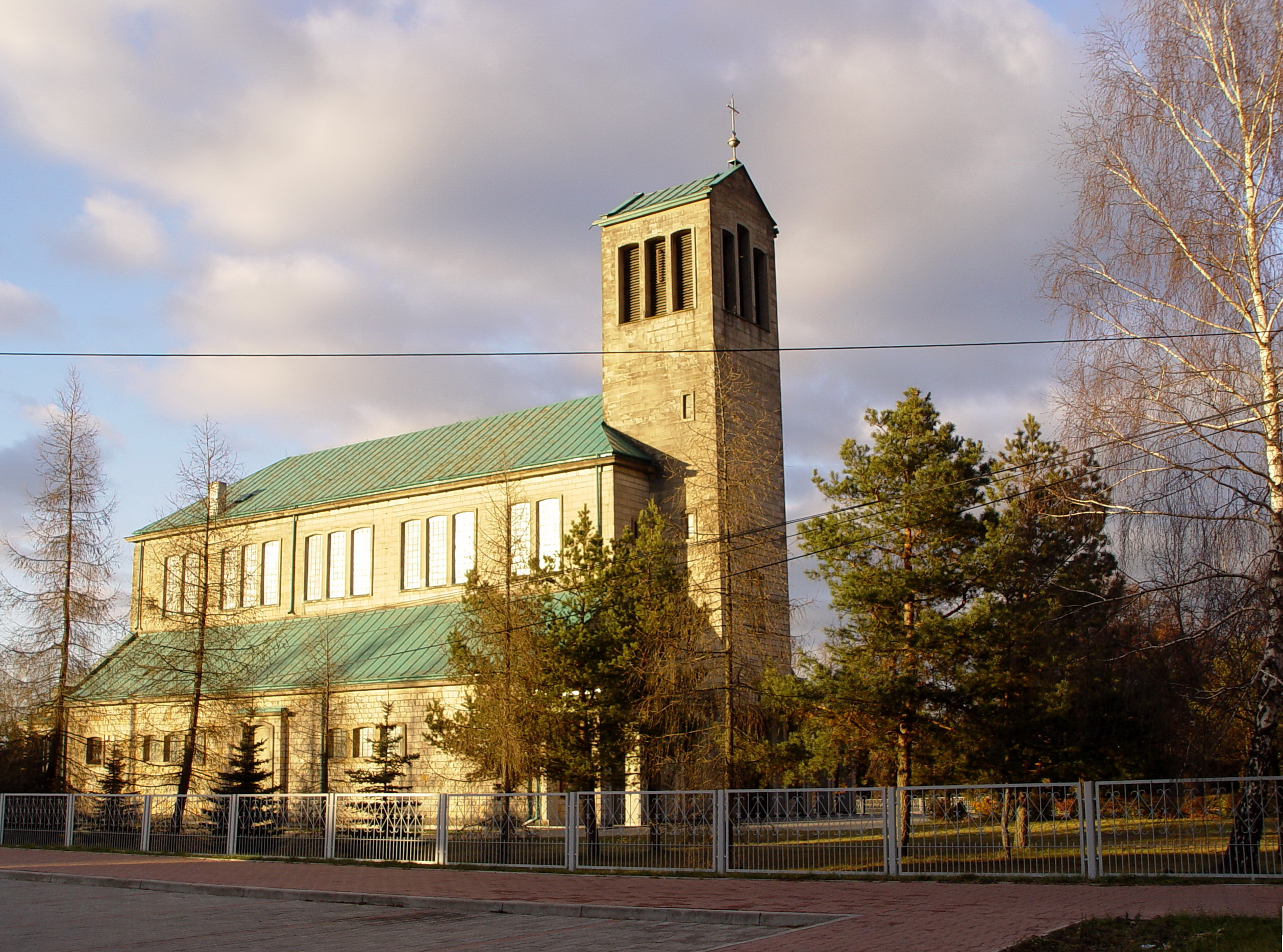
Die Mariä-Himmelfahrts-Kirche

Stąporków ist eine Stadt sowie Sitz der gleichnamigen Stadt-und-Land-Gemeinde im Powiat Konecki der Woiwodschaft Heiligkreuz in Polen.

## Geografie
Stąporków liegt im Nordwesten des Heiligkreuzgebirges am Oberlauf des Flusses Czarna Konecka, eines Zuflusses der Pilica. Durch die Stadt verläuft die Droga krajowa 42. Außerdem wird sie von der in diesem Abschnitt eingleisigen, elektrifizierten und nicht mehr im Personenverkehr bedienten Bahnstrecke Łódź–Dębica (Streckennummer 25) berührt.

## Geschichte
Die Geschichte der Stadt geht bis in das mittlere 16. Jahrhundert zurück. Sie steht mit frühen Eisenwerken in Verbindung, die einen Teil des Staropolski Okręg Przemysłowy (Altpolnische Industrieregion) bildeten. In den Jahren 1738 bis 1739 ließ der Großkanzler der Polnischen Krone Jan Małachowski (1698 bis 1762) einen Hochofen errichten. 1791 besuchte Graf Friedrich Wilhelm von Reden, ein Bergbau- und Hüttenpionier, die Stadt. Im Jahr 1838 wurde das Eisenwerk dadurch erweitert und vergrößert, dass der alte Hochofen durch zwei neue ersetzt wurde. Das Eisenwerk wurde von 1876 bis 1895 weiter ausgebaut. Es blieb auch nach Beeinträchtigungen im Ersten Weltkrieg bis zum Jahr 1938 weiter in Betrieb. Die Gebäude wurden bei Kampfhandlungen gegen Ende des Zweiten Weltkriegs zerstört. Nach dem Krieg wurde die Stahlindustrie wieder aufgebaut. Die Eisengießerei beschäftigte 1961 1100 Personen. Die Einwohnerzahl der Stadt stieg von 1946 bis 1961 von 700 auf 3472. Im Jahr 1967 wurden Stąporków die Stadtrechte verleihen. In den späten 1960er Jahren wurden ein Gesundheitszentrum, ein Gymnasium und eine Sporthalle eröffnet.
Von 1975 bis 1998 gehörte die Stadt zur Woiwodschaft Kielce.

## Persönlichkeiten
- Karol Badyna (* 1960), polnischer Bildhauer